# Erntemaschine

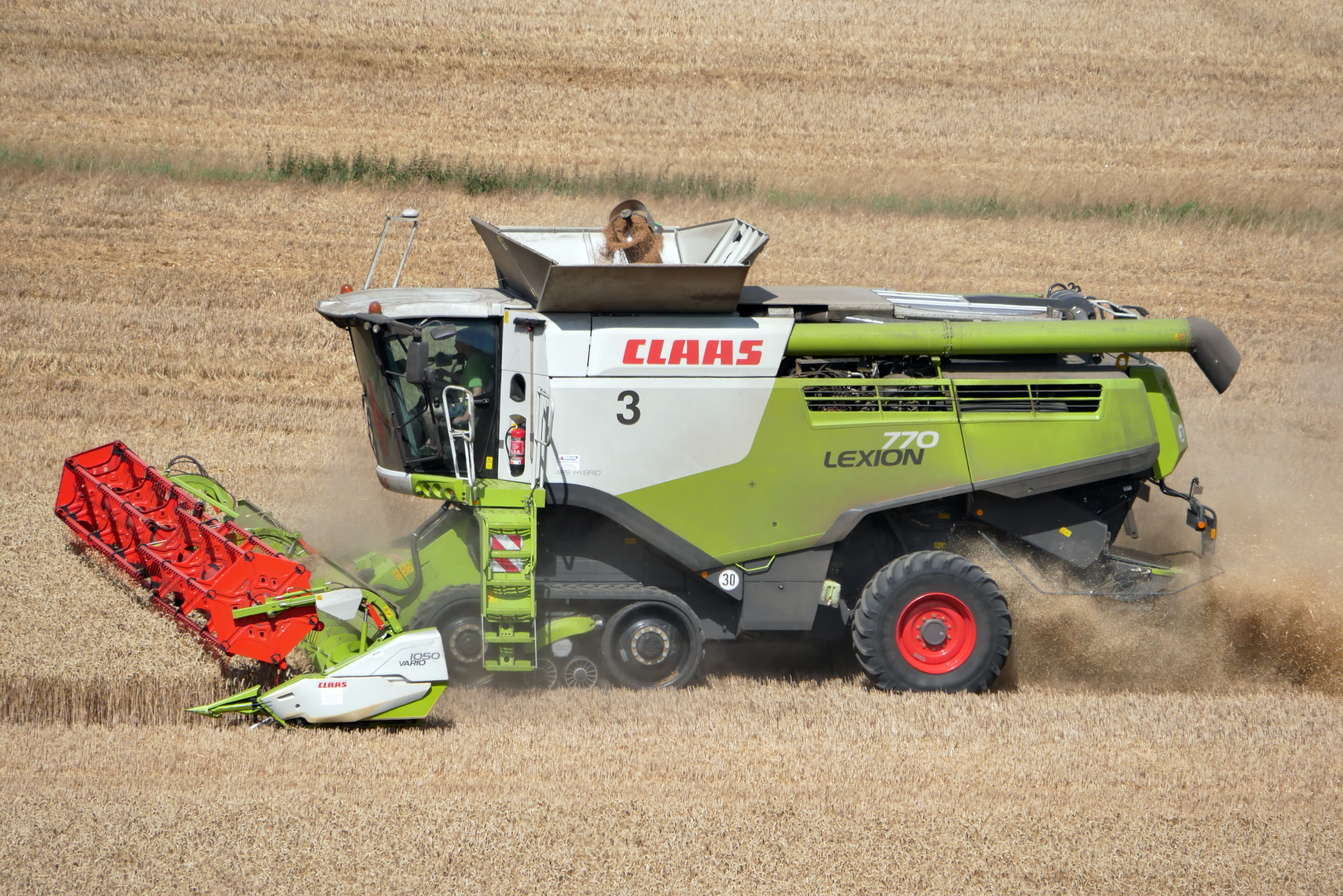
Mähdrescher bei der Getreideernte

Erntemaschinen sind technische Geräte unterschiedlichen Automatisierungsgrades zur Ernte landwirtschaftlicher Produkte. Sie ermöglichen die rationelle Einbringung der Ernte und verringern den personellen, zeitlichen und damit auch wirtschaftlichen Aufwand. Eine der bekanntesten Erntemaschinen ist der Mähdrescher. Daneben gibt es jedoch auch für viele andere landwirtschaftliche Erzeugnisse Maschinen, die die Erntearbeit unterstützen.

## Vollernter
Als Vollerntemaschinen werden landtechnische Erntemaschinen verstanden, die aufgrund des technischen Funktionsumfangs die Eigenschaft haben, einen großen Anteil an menschlicher Handarbeit bei der landwirtschaftlichen Ernte durch technisch-mechanische Funktionen zu übernehmen. Nicht unbedingt erforderlich ist dafür die Eigenschaft des eigenen Fahrantriebs (wie z. B. bei der Selbstfahrenden Arbeitsmaschine). Die Fahrfunktion ist insofern keine notwendige, jedoch hinreichende Bedingung für einen Vollernter.
Frühe Erntemaschinen hingegen wurden von Zugtieren gezogen, der Antrieb der Maschine erfolgte über die Räder. Die nur feststehend zu verwendenden Dreschmaschinen wurden durch eine Lokomobile oder einen Göpel, später aber auch mittels Traktor, betrieben.

## Verschiedene Erntemaschinen

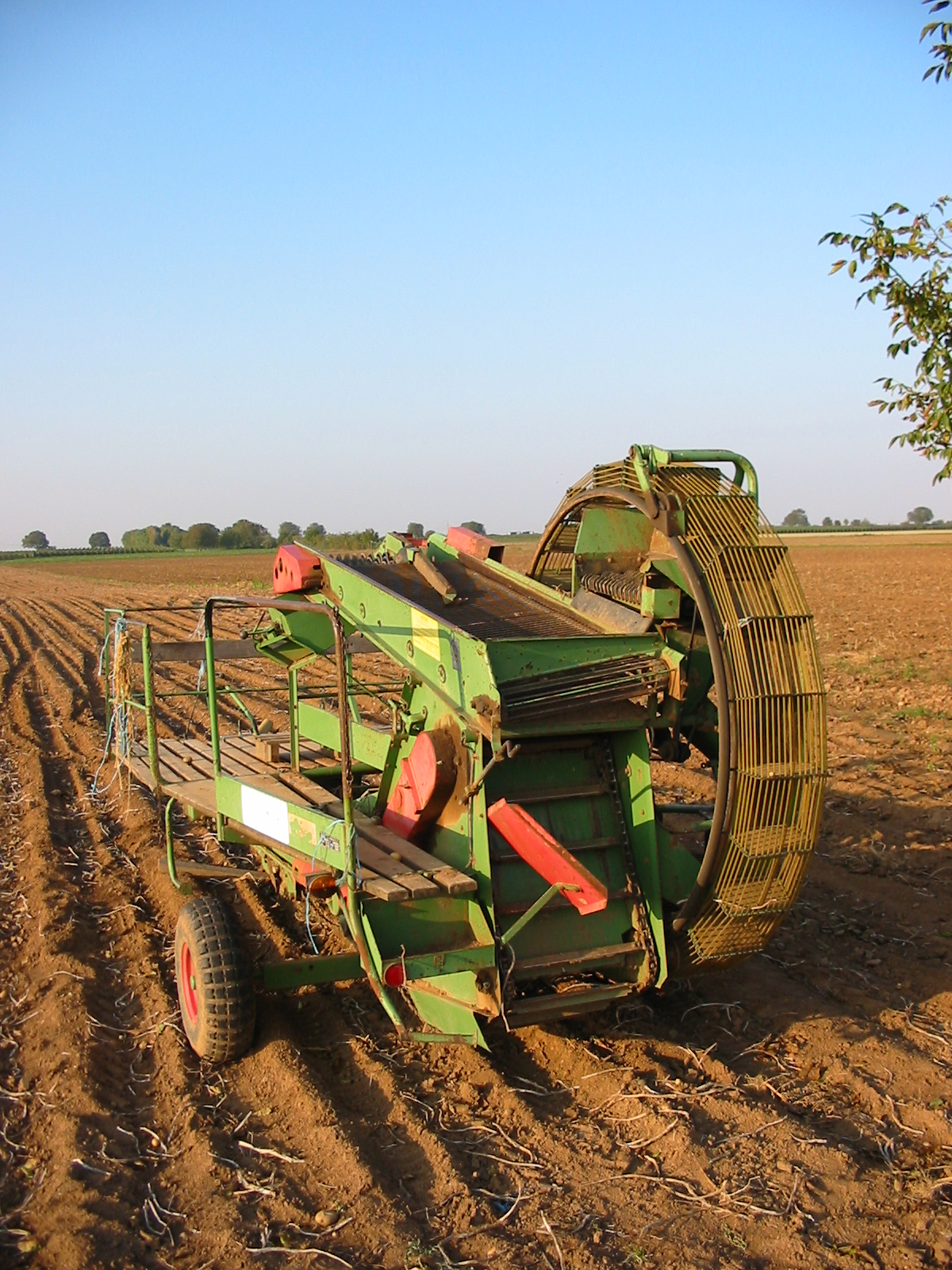
Kartoffelerntemaschine

- Baumwollernter
- Gurkenflieger
- Erbsenerntemaschine
- Feldhäcksler
- Kartoffelroder
- Ladewagen
- Flügelmaschine
- Mähdrescher
- Mähmaschine
- Rübenroder bzw. Rübenvollernter
- Rückezug oder Forwarder
- Schwadmäher
- Vallus